# Máté Valkusz
Máté Valkusz (Budapest, 13 de agosto de 1998) es un tenista profesional húngaro.

## Trayectoria
Entró en el Torneo de Metz 2023 como Lucky Loser y derrotó al noveno favorito Daniel Altmaier en la primera ronda, para lograr su primera victoria a nivel ATP.

## Títulos ATP Challenger (1; 1+0)

### Individuales (1)
| N.° | Fecha              | Torneo               | Superficie    | Oponente en la final | Resultado |
| --- | ------------------ | -------------------- | ------------- | -------------------- | --------- |
| 1.  | 27 de mayo de 2023 | Challenger de Skopje | Tierra batida | Francisco Comesaña   | 6-3, 6-4  |